# Péterffy Attila
Péterffy Attila (Pécs, 1969. február 26. –) magyar gépészmérnök, politikus, 2019 óta Pécs polgármestere.

## Pályafutása
1993-ban gépészmérnöki diplomát szerzett a Miskolci Nehézipari Egyetemen. Ezt követően a Pécsi Hőerőműnél helyezkedett el, melynek 2008 és 2015 között vezérigazgatója volt. A 2019-es önkormányzati választásig a FŐTÁV Zrt.-nél dolgozott, mint fejlesztési igazgató.

### Politikai pályafutása
A 2019-es magyarországi önkormányzati választáson Pécs polgármesterévé választották. A város előző polgármestere, a fideszes Páva Zsolt nyugdíjba vonult, a kormánypárt jelöltje Vári Attila kétszeres olimpiai bajnok vízilabdázó lett, aki 12,13 százalékponttal kapott ki Péterffytől. A következő, 2024-es választáson is újraválasztották.